# Armação dos Búzios
Armação dos Búzios – miasto w Brazylii, w stanie Rio de Janeiro. W 2009 liczyło 28 653 mieszkańców.
W mieście ma siedzibę klub piłkarski SE Búzios.